# Ludvig Manderström
Christoffer Rutger Ludvig Manderström (født 22. januar 1806, død 18. august 1873 i Köln) var en svensk greve og statsmand.
Manderström var siden 1830 ansat i det svenske diplomati, blev 1838 legationssekretær i Sankt Petersburg, 1839 i London, 1840 kabinetssekretær og havde som sådan nærmest at formulere den svensk-norske regerings diplomatiske skrivelser og gjorde sig bekendt ved den heldige form, han gav disse. 1855 blev han svensk-norsk minister i Wien, hjemkaldtes dog snart derfra for at skrive de cirkulærer, som notificerede for verden, at de forenede riger ved Novembertraktaten 1855 i en vis forstand var trådt over på vestmagternes side imod Rusland.
1856—58 var Manderström svensk-norsk minister i Paris og blev sidstnævnte år udenrigsminister, da kronprins Karl under Oskar 1.’s sygdom var bleven regent. Den tid, under hvilken Manderström var de forenede rigers udenrigsminister, var betydningsfuld på grund af den tilnærmelse mellem Danmark, Norge og Sverige, som fandt sted gennem skandinavismen. Manderström optrådte i den diplomatiske skriftudveksling levende for Danmark og dets ret i det slesvigske spørgsmål, og visse af hans ytringer på Riddarhuset syntes at indeholde den mening, at Norge og Sverige burde medvirke aktivt ved Slesvigs forsvar mod tysk angreb.
Manderström syntes imidlertid ved forhandlingerne med Danmark og i det hele taget i dette spørgsmål at være bleven stærkt påvirket af Karl 15. og at have føjet sig efter dennes vilje. Der kan med føje opkastes det spørgsmål, om man ikke, navnlig i Danmark, opfattede Manderström som mere beslutsom "skandinavisk", end han virkelig var. I virkeligheden viste han, da afgørelsens time kom, ikke nogen lyst til at slå til, men fulgte uden modstand Louis De Geers fredsvenlige retning. Manderströms diplomatiske aktstykker vedrørende det danske spørgsmål er trykte i "Dansk Historisk Tidsskrift", 3. række, 3 bind.
Manderströms stilling var på den tid også vanskelig, fordi der i Sverige — også i Rigsdagen — åbent vistes sympati for den polske opstand; Manderström måtte for eksempel afværge ubetænksomme forslag om at øve diplomatisk aktion til gunst for Polen mod Rusland. Manderströms virksomhed i det danske spørgsmål fremkaldte fra forskellige sider dadel, hvilken han engang på Ridderhuset søgte at imødegå. Manderström afgik 1868 fra posten som udenrigsminister og blev præsident i Kommerskollegiet. Siden 1852 var Manderström medlem af Det svenske Akademi og var 1869—72 dets sekretær. 1860 blev han greve, men tog aldrig introduktion som sådan på Ridderhuset. Blandt Manderströms skrifter kan nævnes Recueil de documents inédits concernant l'histoire de Suède sous le règne de Gustave III.